# Bimetall

Bimetalltermometer i Celsiusskala

Schemaläggning på hur en bimetall böjer sig. Den blåa metallen utvidgar sig mer och böjer sig över den röda.

En bimetall är två metaller hopfogade. När en bimetall värms upp böjs den på grund av att ena metallen utvidgar sig mer än den andra. De vanligaste metallerna i en bimetall är koppar och stål. Bimetaller används till exempel i termometrar och termostater. I ugnar brukar termostaterna till dessa vara gjorda som bimetaller. Bimetaller är lämpliga som termometrar eftersom de inte fryser (som de flesta vätskor) och kan användas i nästan alla temperaturer.  
Förr användes bimetallen i blinkrelä i bilar.